# Крамов, Исаак Наумович
Исаак Наумович Крамов (настоящая фамилия Рабинович; 19 октября 1919 —  23 октября 1979) — советский литературовед, литературный критик, писатель.

## Биография
Отец — ходорковский мещанин Нухим-Волько Янкель-Овсеевич (Наум Яковлевич) Рабинович (1890—1941), мать — Шифра (Софья) Исааковна Канделис (1892—1941), чья семья происходила из Вчерайше. Брат — писатель Леонид Волынский.
Учился в Институте истории, философии и литературы (ИФЛИ) на одном курсе с Павлом Коганом, Сергеем Наровчатовым, Давидом Самойловым, из-за войны был вынужден прервать учёбу. Во время Великой Отечественной войны был призван на фронт, переболел осложнившейся пневмотораксом скоротечной чахоткой (от которой его жена скончалась). Оставшиеся в Киеве родители были убиты в Бабьем Яру.
В 1946 году вторым браком женился на писательнице Елене Ржевской. Печататься начал в 1948 году сразу по окончании филологического факультета МГУ.
Исследователь творчества Виктора Некрасова, автор литературных портретов советских писателей, а также Вацлава Воровского, Джона Рида и Мате Залки. Составил сборники рассказов советских писателей для Библиотеки всемирной литературы и других серий, а также антологии произведений казахских писателей. Автор повестей для старшеклассников «Яков Осипов» (1952) и «Утренний ветер» (1968, беллетризованные биографии  Я. И. Осипова и Л. М. Рейснер, соответственно). Отдельными изданиями вышли также его литературоведческие работы о творчестве Эфенди Капиева (1964) и Александра Малышкина (1965).

## Книги
- Яков Осипов: повесть. М.: Воениздат, 1955. — 152 с.; 2-е издание — там же, 1957. — 150 с.
- Джон Рид. М.: Гослитиздат, 1962. — 131 с.
- Литературные портреты: Лариса Рейснер, Джон Рид, Воровский, Матэ Залка. М.: Советский писатель, 1962. — 336 с.
- Эффенди Капиев. М.: Художественная литература, 1964. — 151 с.
- Александр Малышкин: Очерк творчества. М.: Советский писатель, 1965. — 227 с.
- Утренний ветер: Повесть о Л. Рейснер. М.: Детская литература, 1968. — 193 с.
- В зеркале рассказа: Наблюдения, разборы, портреты. М.: Советский писатель, 1979. — 294 с.
- В поисках сущности: Литературно-критические статьи и литературные портреты. Алма-Ата: Жазушы, 1980. — 310 с.
- В зеркале рассказа. М.: Советский писатель, 1986. — 271 с.

## Сборники
- В семье великой: Рассказы советских писателей / Сост. И. Н. Крамов. в 2-х тт. М.: Художественная литература, 1972. — 566 и 526 с.
- Советский рассказ. Библиотека всемирной литературы, Т. 54 (181): Т. 1 / Сост. И. Н. Крамов. М.: Художественная литература, 1975. — 606 с.
- Рассказы советских писателей / Сост. И. Крамов. М.: Известия, 1976. — 735 с.
- Белая аруана: Казахские рассказы. / Сост. и вступ. статья И. Н. Крамова. М.: Художественная литература, 1976. — 471 с.
- Когда уходят Плеяды: Современные казахские повести / Сост. и предисл. И. Крамова. М.: Художественная литература, 1980. — 583 с.

## Прочее
- Исаак Крамов. Вацлав Воровский (1871—1923). М.: Диафильм, 1970.
- Исаак Крамов. Николай Кибальчич: первый шаг к звёздам. М.: Диафильм, 1971.